# Llista de peixos de Montana

Localització de Montana als Estats Units

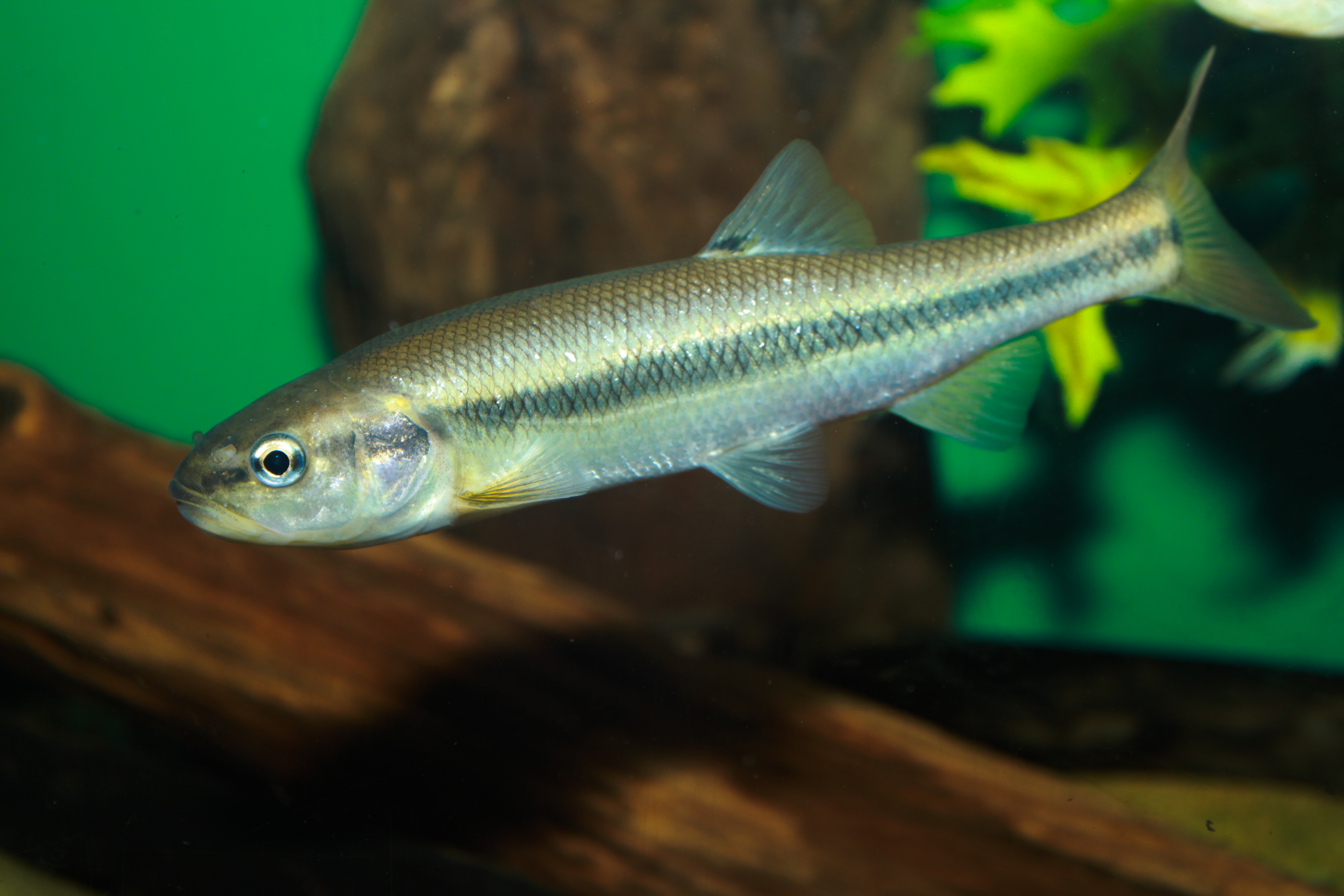
Semotilus atromaculatus

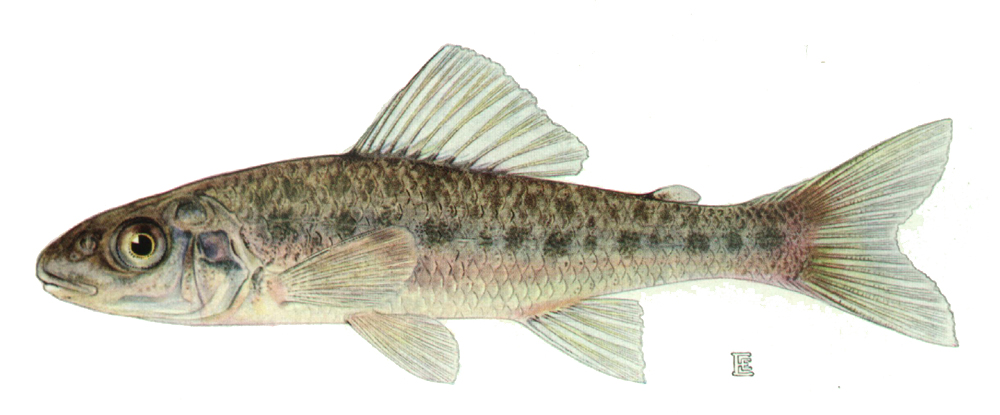
Percopsis omiscomaycus

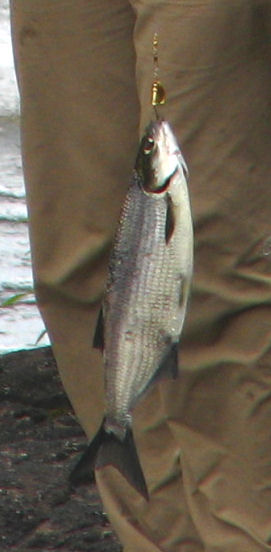
Hiodon alosoides

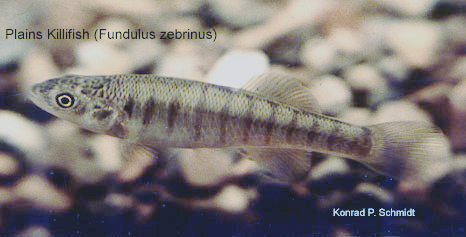
Fundulus zebrinus

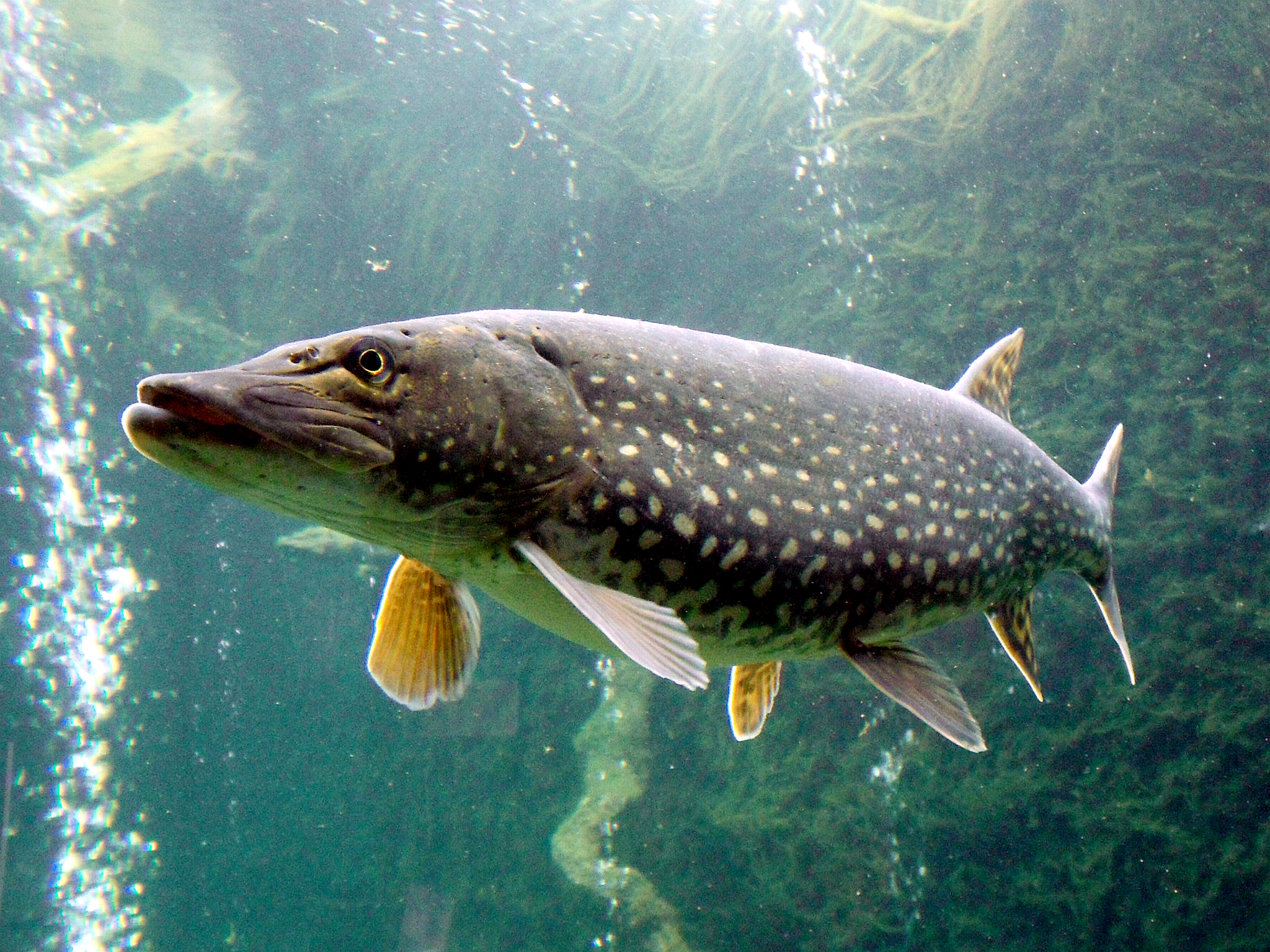
Lluç de riu (Esox lucius)

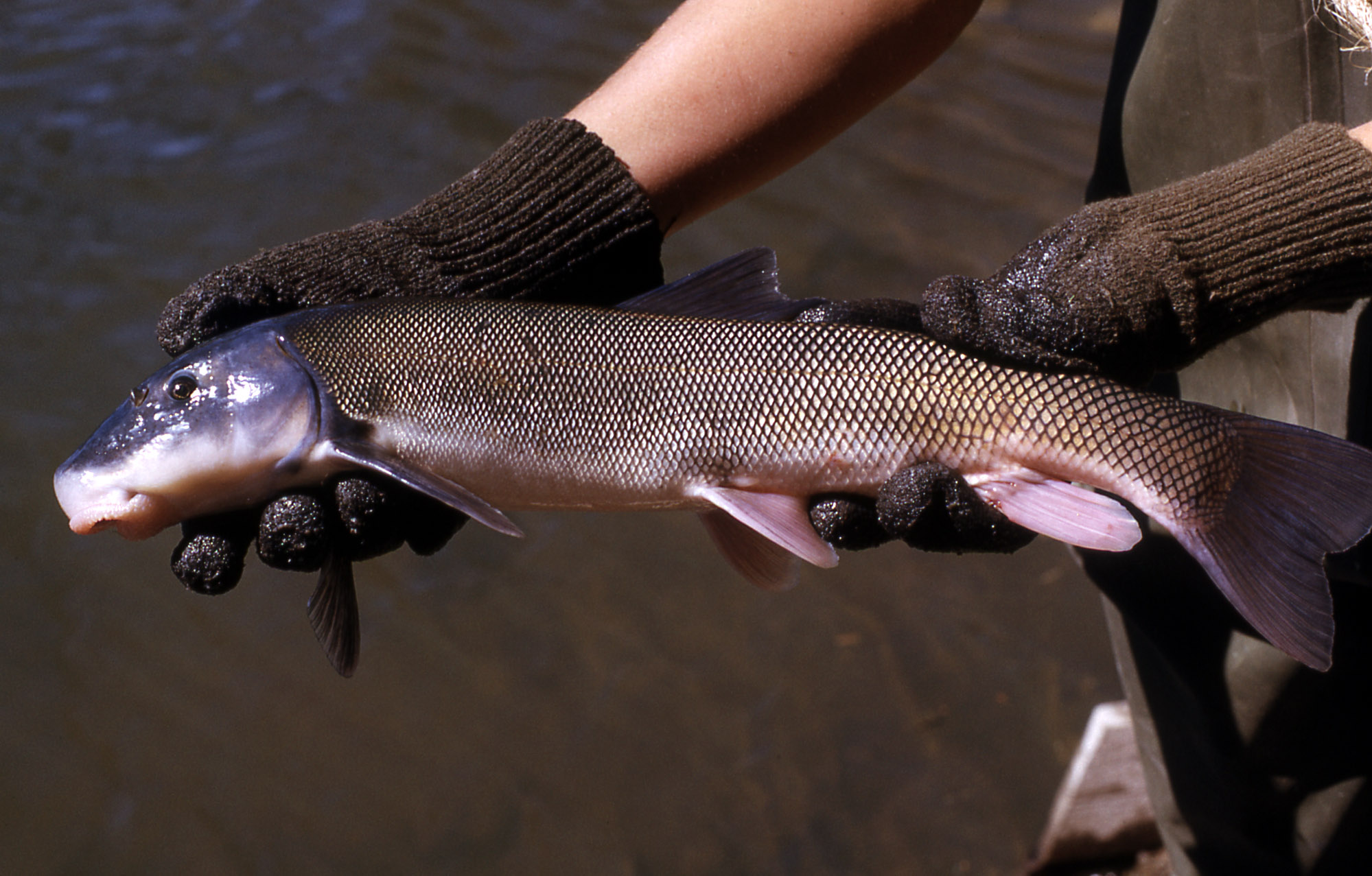
Catostomus platyrhynchus

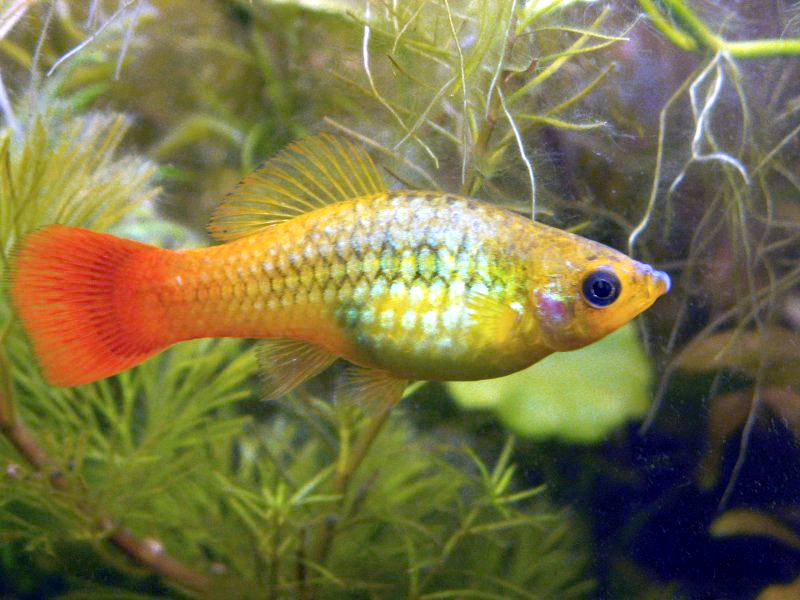
Xiphophorus variatus

Aquesta llista de peixos de Montana inclou 40 espècies de peixos que es poden trobar actualment a Montana (Estats Units) ordenades per l'ordre alfabètic de llurs noms científics.

## C
- Catostomus platyrhynchus[1]
- Coregonus clupeaformis[2][3]
- Cottus bairdii[4]
- Cottus confusus
- Cottus rhotheus
- Cottus ricei
- Cottus schitsuumsh[5]
- Culaea inconstans
- Cycleptus elongatus

## E
- Esox lucius

## F
- Fundulus zebrinus

## G
- Gila atraria

## H
- Hiodon alosoides
- Hybognathus argyritis
- Hybognathus placitus

## I
- Ictiobus bubalus
- Ictiobus cyprinellus

## L
- Lepisosteus platostomus
- Lepomis gibbosus[6]

## M
- Macrhybopsis gelida
- Macrhybopsis meeki
- Margariscus margarita
- Mylocheilus caurinus

## N
- Notemigonus crysoleucas
- Notropis hudsonius
- Notropis stramineus

## O
- Oncorhynchus clarkii
- Oreochromis mossambicus

## P
- Percopsis omiscomaycus
- Platygobio gracilis
- Polyodon spathula
- Prosopium coulterii[7]
- Prosopium williamsoni[8]

## R
- Richardsonius balteatus

## S
- Salvelinus fontinalis[9]
- Salvelinus malma
- Scaphirhynchus platorynchus
- Semotilus atromaculatus

## T
- Thymallus arcticus[10][9][11][12]

## X
- Xiphophorus variatus[13]